# Pero de Sangüesa
Pero de Sangüesa es el nombre de una variedad cultivar de manzano (Malus domestica). Esta manzana está cultivada en la colección de la Estación Experimental Aula Dei (Zaragoza) con n.º de accesión 3379. Así mismo está cultivada en la colección del Banco de Germoplasma del manzano de la Universidad Pública de Navarra con el N.º BGM275; ejemplares procedentes de esquejes localizados en Aibar (merindad de Sangüesa, en la Comarca de Sangüesa, Navarra).

## Sinónimos
- "Manzana Pero de Sangüesa",[7]
- "Pero de Sangüesa Sagarra",[8][9][10][11][12]
- "Pera de Sangüesa"[2]

## Características
El manzano de la variedad 'Pero de Sangüesa' tiene un vigor medio. El árbol tiene tamaño medio y porte desplegado, con tendencia a ramificar baja, con hábitos de fructificación en ramos cortos y largos; ramos con pubescencia ausente o muy débil; presencia de lenticelas muy escasa; grosor de los ramos grueso; longitud de los entrenudos media.
Tamaño de las flores medias, época de floración media, con una duración de la floración larga. Incompatibilidad de alelos S3 S5.
Las hojas tienen una longitud del limbo de tamaño pequeño, con color verde oscuro, pubescencia presente, con la superficie mate.  Forma del limbo es biojival, forma del ápice apicular, forma de los dientes serrados, y la forma de la base del limbo redondeado. Plegamiento del limbo con porte horizontal; estípulas filiformes; longitud del pecíolo largo.
La variedad de manzana 'Pero de Sangüesa' tiene un fruto de tamaño medio a grande, de forma globoso cónica; con color de fondo verde blanquecino, con sobre color de importancia alta, color del sobre color rojo, reparto del sobre color en placas estriadas, y una sensibilidad al "russeting" (pardeamiento áspero superficial que presentan algunas variedades) débil; con una elevación del pedúnculo que sobresale un poco, grosor de pedúnculo fino, longitud del pedúnculo medio, anchura de la cavidad peduncular es pequeña, profundidad cavidad pedúncular pequeña, importancia del "russeting" en cavidad peduncular media; profundidad de la cavidad calicina es pequeña, anchura de la cavidad calicina es media, importancia del "russeting" en cavidad calicina es débil; apertura de los lóbulos carpelares están cerrados; apertura del ojo parcialmente abierto; color de la carne blanca; acidez débil, azúcar alto, y firmeza de la carne media.
Época de maduración y recolección muy tardía. Se trata de una variedad productiva, tiende a dar cosechas numerosas cada dos años (contrañada);  conviene aclarar la producción cuando estén en flor o el fruto sea pequeño, para que dé buenos frutos anualmente. Se usa como manzana de mesa, y también como manzana de sidra.

## Análisis de Mosto
En los análisis del mosto de 'Pero de Sangüesa' se ha encontrado pH: 3,37; Polifenoles: 2,29 gr/l; ºBrix: 13,6; Relación S/L: 1,8.
La variedad 'Pero de Sangüesa' está considerada una variedad correctora de las características organolépticas en la elaboración de sidra, por sus valores adecuados de pH y los polifenoles altos, así como valores adecuados del Grado Brix. Ligera sensibilidad al Moteado de las hojas.

## Susceptibilidades
- Oidio: ataque medio
- Moteado: ataque débil
- Fuego bacteriano: ataque medio
- Carpocapsa: no presenta
- Pulgón verde: ataque medio
- Araña roja: ataque medio[4][15]